# Fredrik Petersen (Theologe)

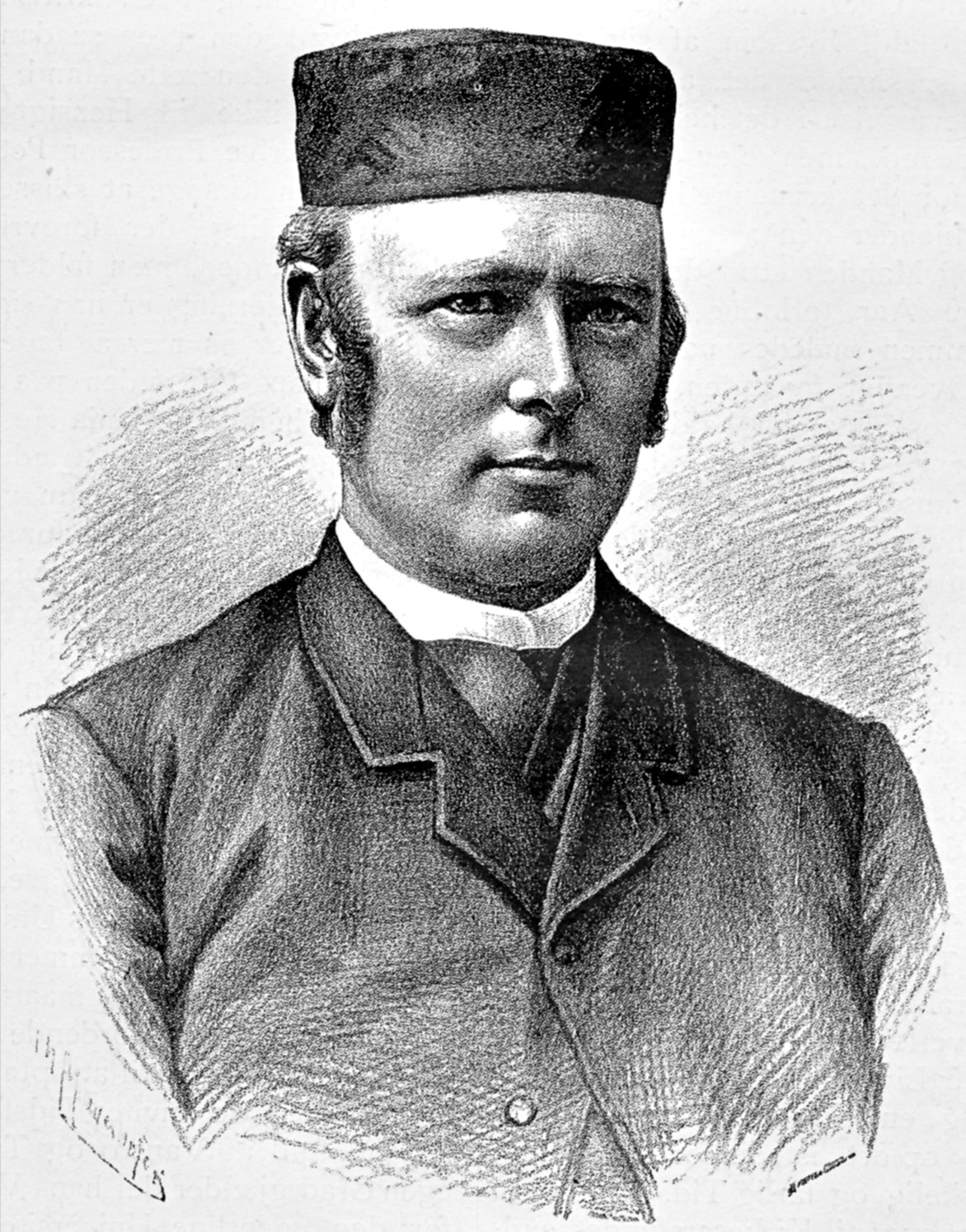
Fredrik Petersen

Fredrik Petersen (* 23. April 1839 in Stavanger; † 9. Januar 1903 in Kristiania) war ein norwegischer evangelisch-lutherischer Theologe.

## Leben

### Familie und Ausbildung
Der Vater von Fredrik Petersen war ein wohlhabender Kaufmann, seine Mutter die Tochter eines Bäckers aus Dänemark. Zwei Jahre seiner Schulzeit verbrachte er in der Herrnhuter Brüdergemeine im dänischen Christiansfeld, sein Abitur legte er jedoch in Stavanger ab. 1857 nahm Petersen gegen den Willen seines Vaters ein Theologie-Studium an der Universität Kristiania auf, das er 1862 mit dem Staatsexamen abschloss. Kurz darauf trat er eine Stelle an Aars og Voss' skole (Schule von Jacob Jonathan Aars und Peter Voss) an, einer renommierten privaten Bildungsinstitution. Von 1866 bis 1868 führten ihn ausgedehnte Studienreisen nach Deutschland, Dänemark und Schweden. 1868 wurde er Universitätsstipendiat in Kristiania, von 1873 bis 1875 wirkte er als Kaplan in Skien. 1874 heiratete er Alida Brun, eine Urenkelin des Theologen und Schriftstellers Johan Nordahl Brun.

### Professor in Kristiania
Am 6. Februar 1875 erhielt Fredrik Petersen die Berufung auf Gisle Johnsons Lehrstuhl für Systematische Theologie an der Universität Kristiania. 1877 gab er das dreibändige Werk Dr. Søren Kierkegaards Christendomsforkyndelse (Dr. Søren Kierkegaards Verkündigung des Christentums) heraus, das als weltweit erste systematische theologische Lektüre der Schriften Kierkegaards gilt. Selbst betonte Petersen, in der Nachfolge Kierkegaards und teilweise abweichend von den orthodoxen Vorstellungen seiner Zeit, die Wahrheit des persönlichen Glaubens. In der Folgezeit ging es Petersen vor allem darum, die Spannungen zwischen Glaube und Wissenschaft durch einen Kompromiss zu mildern, „in dem beide Seiten ihr Recht und ihre Wahrheit behalten“ durften. In seiner vielbeachteten Vorlesung Hvorledes bør Kirken møde Nutidens Vantro? (Wie soll die Kirche dem Aberglauben der Gegenwart begegnen?) von 1880 verlangte er, dass das Christentum die Resultate und die Herausforderungen der modernen Forschung beachten müsse. 1883 begann er sein apologetisch angelegtes Großwerk Om Skabelsen, Opholdelsen og Styrelsen (Von Gottes Schöpfung, Erhaltung und Regierung der Welt) zu veröffentlichen, in dem er die Meinung vertrat, dass sowohl die Wissenschaft als auch die Religion Ausdruck der Wahrheit seien und nicht in einem Widerspruchsverhältnis zueinander stünden. In der Praxis allerdings begegnete er den Modernisierungsbestrebungen seiner Zeit eher mit Skepsis und schloss sich zum Beispiel der zeitgenössischen historisch-kritischen Bibelforschung nicht an.
Dogmatisch vertrat Petersen einen konservativen Standpunkt. Gelegentlich trat er mit Beurteilungen der gesellschaftskritischen Literatur seiner Zeit an die Öffentlichkeit, ohne Verständnis für die neuen Strömungen aufzubringen. So lehnte er unter anderem Henrik Ibsens für die Emanzipation der Frau werbende Schauspiel Nora oder Ein Puppenheim ab, bei dem er den Versöhnungsgedanken vermisste.
Mit seinem Testament stellte Petersen jährlich einen Betrag in Höhe von 2000 Kronen für die Förderung junger Wissenschaftler (jeder Disziplin) zur Verfügung.

### Auszeichnungen
1884 wurde Fredrik Petersen in die Norwegische Akademie der Wissenschaften aufgenommen, 1887 zum „Ritter erster Klasse“ des Sankt-Olav-Ordens ernannt.

## Schriften (Auswahl)
- Dr. Søren Kierkegaards Christendomsforkyndelse. Kristiania 1877.
- Om Skabelsen, Opholdelsen og Styrelsen. 2 Bände, Kristiania 1883–1885.
- Hvorfor tror jeg paa Jesus Kristus. Kristiania 1884.
- Forskningen og den christelige Tro. Kristiania 1886.
- Ægteskab eller fri Kjærlighed. Kristiania 1887.
- Om Inspirationen. Kristiania 1887.